# 莎拉·赫夫林
莎拉·赫夫林（德語：Sarah Höfflin，1991年1月8日—），瑞士女子自由式滑雪运动员。她曾代表瑞士参加2018年和2022年冬季奥林匹克运动会自由式滑雪比赛，获得一枚金牌。